# Острова Кайман
Острова́ Кайма́н или также Кайма́новы Острова́ (англ. Cayman Islands) — заморская территория Великобритании в Вест-Индии, в Карибском море, расположенная на островах Кайма́н. Официальное название — Острова Кайман (KY, CYM).
Площадь — 264 км². В состав владения входят острова Большой Кайман, Малый Кайман и Кайман-Брак.
Население — 61 944 чел. (2020), мулаты, белые и чёрные. Свыше 4/5 населения живёт на острове Большой Кайман. Административный центр — город Джорджтаун. Основные занятия населения — обслуживание туристов и выращивание черепах.

## География

Карта Островов Кайман

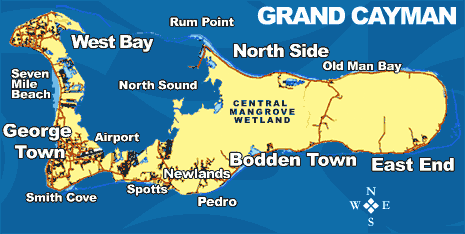
Карта Большого Каймана

Три острова Кайман: Большой Кайман, Кайман-Брак и Малый Кайман расположены в 240 км к югу от острова Куба, в 730 км к югу от Майами (штат Флорида, США) и в 267 км к северо-западу от Ямайки. Столица Островов Кайман, Джорджтаун, расположена на западном побережье острова Большой Кайман.
Самый большой остров в составе островов Кайман — Большой Кайман, площадь которого составляет 197 км², а длина — 35 км при ширине в 6,5 км. Высшая точка острова — 16 м. Значительную часть острова занимает лагуна Норт-Саунд (56 км²).
Остров Кайман-Брак лежит в 142 км к северо-востоку от Большого Каймана. Длина — 19 км при средней ширине в 2 км, площадь — около 38 км². Вдоль всего острова тянется известняковое плато Блафф, достигающее у восточной оконечности Кайман-Брака высоты в 42 метра над уровнем моря (высшая точка островов).
Остров Малый Кайман лежит в 8 км к западу от острова Кайман-Брак. Площадь Малого Каймана составляет 28,5 км². Поверхность острова низменная, лишь в северной части берег достигает высоты в 12 м.
На островах отсутствуют реки. Побережье окружено рифами и в некоторых местах мангровыми зарослями, которые иногда доходят до болотистой внутренней части островов.
Климат островов тропический, пассатный. Растительный покров и животный мир бедны, но окрестные воды богаты рыбой, черепахами, ракообразными и моллюсками. В целом природные условия благоприятны для жизни людей.
Острова Кайман являются надводной частью подводной горной гряды Кайман, которая простирается от острова Куба на запад до полуострова Юкатан. Жёлоб Кайман, отделяющий острова Кайман и остров Ямайка, — самая глубокая часть Карибского моря (максимальная глубина — 7686 м). Острова Кайман расположены на границе между Северо-Американской и Карибской тектоническими плитами, находящимися в этом месте в поперечном движении. Движение Карибской плиты на восток и Северо-Американской на запад ограничивает число землетрясений в этом районе, магнитуда которых редко превышает 7,0. На островах Кайман часто происходят незначительные толчки суши, однако в декабре 2004 года на острове Большой Кайман было отмечено землетрясение магнитудой 6,8. В результате появились небольшие воронки, которые, тем не менее, не вызвали значительных потерь.

## История
Острова Кайман-Брак и Малый Кайман были открыты Христофором Колумбом 10 мая 1503 года во время 4-й экспедиции в Новый Свет, когда его корабль развернуло на запад к «двум очень маленьким и низменным островам, на которых было полно черепах». Именно поэтому острова были названы Лас-Тортугас (Черепахи).
С 1523 года острова Кайман наносились на карты под названием «Lagartos», что означает «аллигаторы» или «большие ящерицы». Наименование «острова Кайман» используется с 1530 года. Происхождение этого наименования связано с недоразумением: европейские пришельцы увидели на островах крупных ящериц игуан и приняли их за крокодилов кайманов.

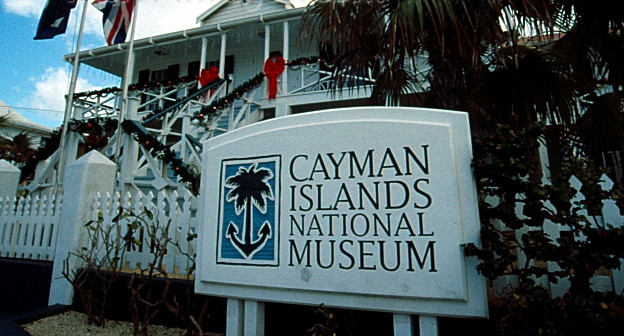
Национальный музей островов Кайман

Первым англичанином, побывавшим на островах Кайман, был Фрэнсис Дрейк, высадившийся на островах в 1586 году. С этих пор острова Кайман, оставаясь необитаемыми, стали важным промежуточным пунктом для кораблей, плававших в Карибском море, так как здесь пополнялись запасы провизии (в основном охотились на местных черепах, что почти привело к их полному уничтожению).
Согласно Мадридскому договору 1670 года, контроль над островами Кайман был официально передан Британии, которая управляла островами через губернатора на Ямайке. До этого, в 1661 году, на островах Малый Кайман и Кайман-Брак были основаны первые поселения. Однако в 1671 году из-за частых набегов испанских каперов жители островов Кайман были переселены обратно на остров Ямайка.
После этого на островах, в основном на Большом Каймане, оседали только моряки, потерпевшие кораблекрушение, а также пираты и должники, бежавшие от своих кредиторов. В дальнейшем предпринималось несколько попыток снова заселить острова Кайман, тем не менее, они все не увенчались успехом: постоянное поселение на Большом Каймане появилось только в 1730-х годах, а Кайман-Брак и Малый Кайман были заселены лишь с 1833.
8 февраля 1794 года о риф у острова Большой Кайман разбились 10 кораблей, включая военный корабль «Конверт», которые плыли из Ямайки в Англию. С помощью жителей островов Кайман большая часть экипажа была спасена, погибло только 8 человек. Согласно местной легенде, на борту одного из кораблей находился член королевской семьи. В благодарность за оказанную помощь британский король Георг III издал указ, согласно которому жители островов Кайман освобождались от воинской повинности и налогов. Тем не менее, каких-либо документов, подтверждающих истинность этой легенды, не сохранилось.
Первая перепись на островах была проведена в 1802 году. Согласно ей на острове Большой Кайман жили 933 человека, из которых 545 человек были рабами. До отмены рабства на острове жило около 950 рабов, владельцами которых были 116 семей.
С 1670 года острова Кайман стали административно подчиняться Ямайке, хотя обладали достаточной степенью самоуправления. 10 декабря 1831 года была избрана первая законодательная ассамблея, которая издала первый закон уже 31 декабря 1831 года. Впоследствии губернатор Ямайки одобрил создание законодательного органа островов Кайман, состоявшего из 8 магистров, назначаемых губернатором Ямайки, и 10 (позже 27) избранных населением островов депутатов. В 1835 году на островах Кайман было отменено рабство.
Актом британского парламента от 1863 года острова Кайман официально стали зависимой территорией Ямайки, хотя больше были похожи на округ Ямайки с назначаемыми мировыми судьями и избираемыми членами законодательного собрания. С 1750 по 1898 год глава островов Кайман назначался губернатором Ямайки. С 1898 года губернатором Ямайки стал назначаться комиссар островов. В 1959 году, после создания Вест-Индской федерации, острова Кайман перестали быть зависимой территорией Ямайки, хотя губернатор Ямайки оставался губернатором островов Кайман. После приобретения Ямайкой независимости в 1962 году, жители островов Кайман выразили желание остаться под опекой британской короны. В результате в Лондоне был назначен администратор, наделённый функциями, которые ранее выполнял губернатор Ямайки.
В 1953 году на островах Кайман была открыта первая взлётно-посадочная полоса и государственная больница Джорджтауна. В скором времени на островах был открыт офис крупнейшего английского акционерного коммерческого банка Barclays. В 1959 году на островах Кайман появилась своя конституция, впервые предоставившая избирательные права женщинам. В 1992 году в конституцию было внесено несколько поправок, в частности, восстанавливался пост главного секретаря, упразднённый в 1986 году.
Несмотря на то, что острова Кайман перестали быть зависимой территорией Ямайки, между странами сохраняются тесные связи: единая церковь, епархия, до 1972 года — единая валюта. В 2004—2005 годах чуть более 50 % населения были выходцами из Ямайки.

## Государственное устройство

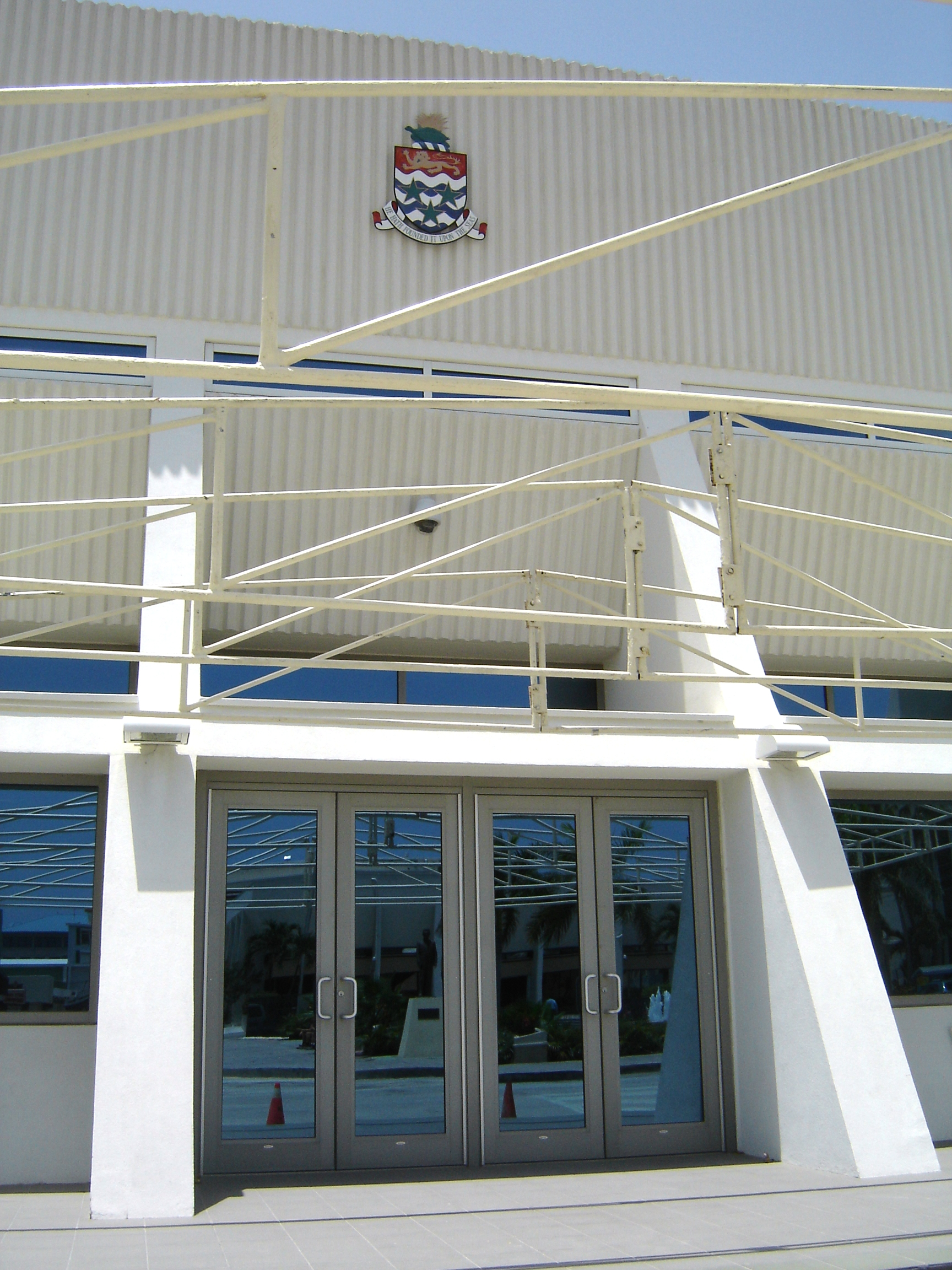
Здание законодательной ассамблеи в Джорджтауне

Государственное устройство Островов Кайман основывается на принципах парламентской демократии Вестминстерской системы. Король Карл III является номинальным главой государства, его представителем на островах является губернатор, который назначается королём сроком на четыре года.
Губернатор является председателем Исполнительного комитета, состоящего из трёх официальных членов, назначаемых губернатором, и четырёх членов, избираемых Законодательной ассамблеей.
Законодательная власть принадлежит однопалатной Законодательной ассамблее (18 мест; 3 члена назначаются из числа членов Исполнительного совета и 15 членов избираются прямым всеобщим голосованием на срок четыре года).
Судебная власть представлена Дисциплинарным судом, Верховным судом и Апелляционным судом Островов Кайман. Судом последней инстанции является Тайный совет Великобритании.
Великобритания также отвечает за вопросы внешней политики островов, обороны, внутренней безопасности и администрирования судов.
Политические партии:
- Народное прогрессивное движение (9 мест в законодательной ассамблее);
- Объединённая демократическая партия (5 мест в законодательной ассамблее).

## Административное деление
Острова Кайман делятся на 7 округов: 5 из них находятся на острове Большой Кайман, 1 на острове Кайман-Брак и 1 на острове Малый Кайман.
| №              | Округ        | Площадь, км² | Население, чел. (2010) | Плотность, чел./км² |
| -------------- | ------------ | ------------ | ---------------------- | ------------------- |
| Большой Кайман |              |              |                        |                     |
| 1              | Бодден-Таун  | 8            | 10 341                 | 1292,63             |
| 2              | Ист-Энд      | 50           | 1369                   | 27,38               |
| 3              | Джорджтаун   | 29           | 27 704                 | 955,31              |
| 4              | Норт-Сайд    | 91           | 1437                   | 15,79               |
| 5              | Уэст-Бей     | 19           | 11 269                 | 593,11              |
| Кайман-Брак    |              |              |                        |                     |
| 6              | Кайман-Брак  | 38           | 1877                   | 49,39               |
| Малый Кайман   |              |              |                        |                     |
| 7              | Малый Кайман | 28,5         | 400                    | 14,04               |
|                | Всего        | 264          | 54 397                 | 206,44              |

## Население
Численность населения — 61 944 человек (перепись 2020). Годовой прирост — 1,9 %. Рождаемость — 11,9 на 1000 чел. (фертильность — 1,83 рождений на женщину). Смертность — 6,1 на 1000 чел.
Иммиграция — 13 на 1000 чел. (в основном ямайцы, кубинцы, филиппинцы, гондурасцы).
Средняя продолжительность жизни — 78,9 лет у мужчин; 84,4 года у женщин. Грамотность — 98,9 %.
Этно-расовый состав: мулаты 40 %, белые 20 %, негры 20 %, иммигранты (в основном кубинцы) и другие 20 %. Языки: английский 90,9 %, испанский 4 %, филиппинский 3,3 %, другие 1,8 % (по переписи 2010 года).
Религии: Церковь Бога 22,6 %, католики 14,1 %, адвентисты седьмого дня 9,4 %, Объединённая церковь (пресвитерианцы и конгрегационалисты) 8,6 %, баптисты 8,3 %, пятидесятники (главным образом из Ассамблеи Бога) 7,1 %, англикане 4,1 %, другие христиане 7,7 %, неопределившиеся 0,7 %, другие 7 %, атеисты 9,3 % (по переписи 2010 года). Свидетелей Иеговы на 2010 год — 1,1 % населения.

## Экономика Островов Кайман

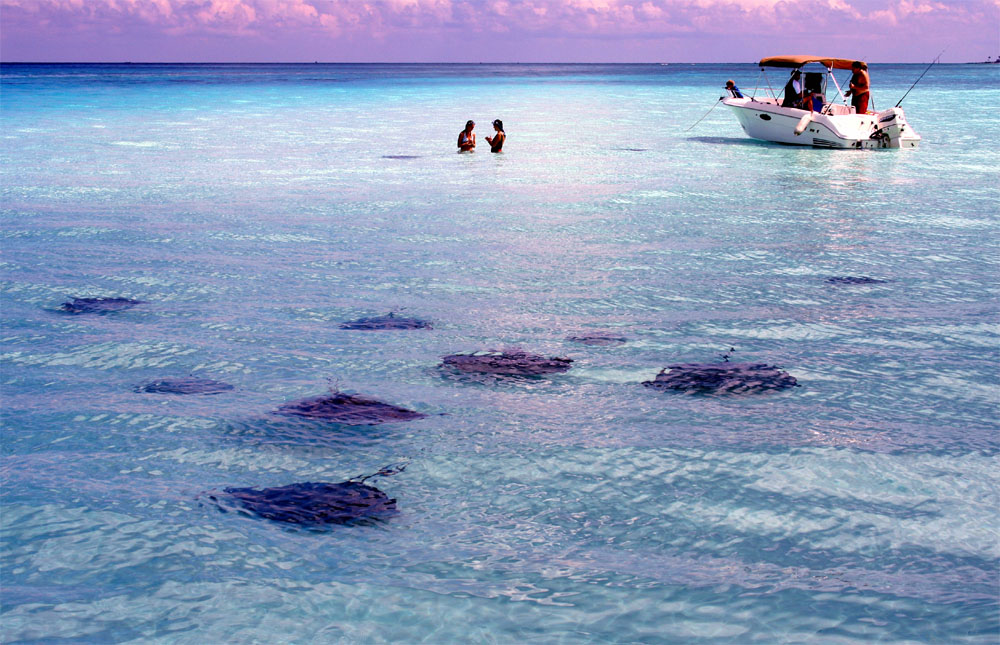
Скаты являются одним из крупнейших аттракционов для туристов

Острова Кайман — процветающий офшорный финансовый центр. Там зарегистрировано около 100 тыс. компаний, в том числе почти 500 банков, 800 страховых обществ, 5 тыс. паевых фондов. В 1997 году открыта фондовая биржа.
Основа экономики островов — туристический бизнес: 70 % ВВП и 75 % валютных доходов. Ежегодно острова посещают более 2 млн туристов, в основном из США и Канады. Острова славятся прекрасными пляжами и идеальными условиями для подводной охоты.
У жителей Островов Кайман — один из наивысших показателей уровня доходов на душу населения. При этом почти всё продовольствие и потребительские товары приходится импортировать. Импорт составляет около 3,33 млрд долларов США (2017), а экспорт — всего лишь 589 млн долларов США (суда и лодки, реэкспорт металлов, золота, черепаховое мясо и панцири черепах, а также акулья кожа). Главный партнёр по экспорту — Нидерланды (82 % от оборота), главные поставщики — Германия (22 %), Нидерланды (21 %), Южная Корея (19 %) и США (15 %).
Для внутреннего потребления выращивают овощи и фрукты, имеется молочное животноводство. Черепахи (экспортный товар) разводятся на специальных фермах. Основу рыбного промысла составляют акулы.